# Una telefonata
Una telefonata (A Call: the Tale of Two Passions) è uno dei primi romanzi di Ford Madox Ford. 
Venne dapprima serializzato sulla rivista letteraria The English Review, di cui Ford era editore, e fu pubblicato in volume nel 1910. 
Per l'edizione in volume Ford apporta alcune modifiche significative al testo e aggiunge in epilogo alcune notazioni. Tale testo prende il nome di Epistolary Epilogue; leggerlo è di grande aiuto per il lettore che voglia approfondire la sua conoscenza delle tecniche narrative utilizzate da Ford.

## Trama
I personaggi principali del romanzo sono cinque: Robert Grimshaw, Katia Lascarides, Dudley Leicester, Pauline Lucas Leicester e Etta Stackpole Hudson. Tra loro si instaura un rapporto complesso che "crea" le due passioni citate nel titolo (la trad. letterale del titolo è infatti "Una Telefonata: una Storia di Due Passioni"). 
Robert Grimshaw è un gentiluomo inglese di trentacinque anni che, alcuni anni prima delle vicende narrate, era fidanzato con sua cugina Katia Lascarides; il fidanzamento era stato sciolto quando Katia aveva scoperto, alla morte dei genitori, che questi non si erano mai sposati. Per onorare infatti la loro memoria, Katia vorrebbe vivere con Robert senza vincolo matrimoniale; Robert però, non può accettare di vivere al di fuori delle convenzioni sociali, e quindi il fidanzamento viene sciolto. Passati alcuni anni, Robert si innamora di Pauline Lucas. Nonostante si senta molto attratto da lei,  poiché ritiene sia suo dovere attendere che Katia cambi idea e accetti di sposarlo, decide di spingere Pauline a sposare il proprio migliore amico, Dudley Leicester.
Mentre Pauline è in visita a casa della madre, Dudley, partecipando ad una cena, incontra una sua vecchia fiamma Etta Stackpole, ora Lady Hudson. La riaccompagna a casa e mentre si trova a casa di lei squilla il telefono. Dudley risponde al telefono fingendosi il domestico ma l'uomo all'altro capo del telefono riconosce la sua voce.
La telefonata getta Dudley nel più completo terrore: si rende conto troppo tardi che la sua presenza a casa di Etta in tarda notte potrebbe generare uno scandalo e teme, di conseguenza, di poter perdere l'affetto di Pauline. Vuole assolutamente scoprire chi sia stato a fare la telefonata, ma lo stato di terrore in cui si dibatte, logora i suoi nervi finché non resta relegato in uno stato catatonico.
La situazione avvicina Robert a Pauline che passano sempre più tempo assieme.
Robert attraverso una serie di eventi, scopre di non amare affatto Katia e di amare, riamato, Pauline; adesso però è troppo tardi... Pauline resterà ormai legata a Dudley e Katia, riapparsa sulla scena per curare Dudley, lega a sé Robert con un matrimonio.
La soluzione della vicenda non è un lieto fine ma la constatazione dell'assenza di un lieto fine. 

## Critica
Ford in questo romanzo pone le basi dello sviluppo che porta a The Good Soldier. 
Il testo infatti, come il romanzo successivo, cerca di investigare l'animo umano e, soprattutto, indaga le relazioni uomo-donna. 
La domanda che sottende tutto il romanzo è se un uomo possa o meno essere fedele. Per lo scrittore la risposta è negativa. Robert infatti è attratto contemporaneamente da più donne (Katia e Pauline), Dudley si lascia trasportare dalle emozioni e quindi si sente attratto prima da una donna (Pauline) poi da un'altra (Etta). Un uomo non può mai essere fedele, non fa parte della sua natura.
Attorno a questo tema principale si snodano poi anche altre tematiche minori come il dibattito sulle tecnologie moderne (il telefono), il nuovo ambiente urbano, le prime malattie di natura psichiatrica,  il dibattito sulle società inglese in generale, sull'ipocrisia che domina le relazioni umane e su molto altro ancora. Innovative sono anche le tecniche narrative utilizzate, tra le quali vale la pena ricordare almeno il time-shift.

## Edizioni in italiano
- Ford Madox Ford, Una telefonata, trad. di Pier Francesco Paolini,  Impronte n. 35, Milano: Feltrinelli, 1986
- Ford Madox Ford, Una telefonata, traduzione di Giorgio Arosi, Roma: Nobel, 2012